# Verschwende deine Zeit
Verschwende deine Zeit ist das Debütalbum der deutschen Pop-Rock-Band Silbermond. Es erschien am 12. Juli 2004 bei Modul/Sony BMG und verkaufte sich rund 740.000 Mal.

## Entstehung
Die Anfänge des Albums gehen auf die Zeit zurück, als die Band von Bautzen nach Berlin umzog, um ihre Erfolgschancen zu verbessern. Vom Sat.1-Magazin Blitz wurde der Umzug unter dem Namen Silbermond, der harte weg zum Ruhm gefilmt und ausgestrahlt. Im Januar 2004 gingen sie als Vorband von Jeanette Biedermann auf Tour. Als Produzenten für das Debütalbum wurden Ingo Politz und Bernd Wendlandt eingesetzt, die schon mit Künstlern wie Bell, Book & Candle und Angelzoom zusammenarbeiteten. Das Album selbst wurde am 12. Juli 2004 veröffentlicht.

## Titelliste
1. Verschwende deine Zeit – 3:23
2. Mach’s dir selbst – 2:46
3. Durch die Nacht – 4:10
4. Du und ich – 3:48
5. An dich – 3:15
6. Passend gemacht – 3:14
7. Symphonie – 4:32
8. 1000 Fragen – 3:57
9. A Stückl heile Welt – 3:20
10. Nicht verdient – 3:17
11. Letzte Bahn – 4:08
12. 1, 2, 3 - 3:12
13. Ohne dich – 3:03
14. Wissen was wird – 4:14

Bonus Track
1. Immer am Limit – 4:04

Spezial Edition
1. Symphonie (Backstage) – 3:53
2. Symphonie (On Stage) – 3:58
3. Symphonie (Video) – 8:18

## Rezeption
Von Kritikern erhielt das Album eher negative Bewertungen.
Alexander Cordas vergibt auf laut.de 2 von 5 Sterne und kritisiert vor allem die belanglosen Texte, die er als Texte aus der Lyrik-AG des örtlichen Gymnasiums bezeichnet. Auch die Musik bewertet er als nicht außergewöhnlich.
Auch Armin Lindner von plattentests.de kritisiert das Album und schreibt, dass sich die Melodien immer gleich anhören. Die Texte werden von ihm allerdings noch stärker kritisiert. Er vergibt 3 von 10 Punkten.
Auf cdstarts.de vergibt Albert Ranner 5 von 10 Punkten. Auch er bezeichnet die Texte als ziemlich einfallslos und nichtssagend, lobt allerdings die Sängerin Stefanie Kloß.
Auch von den Käufern wurde das Album eher schlechter bewertet. Die Benutzer von cdstarts.de vergeben 5,3 von 10 Punkten, auf plattentests.de bekommt das Album nur 2 von 10 möglichen Punkten und auf laut.de liegt die durchschnittliche Nutzerbewertung bei 4 von 5 Sternen.

## Kommerzieller Erfolg

### Chartplatzierungen
| ChartsChartplatzierungen | Höchstplatzierung | Wochen |
| ------------------------ | ----------------- | ------ |
| Deutschland (GfK)        | 2 (66 Wo.)        | 66     |
| Österreich (Ö3)          | 4 (56 Wo.)        | 56     |
| Schweiz (IFPI)           | 18 (53 Wo.)       | 53     |

| ChartsJahrescharts (2004) | Platzierung |
| ------------------------- | ----------- |
| Deutschland (GfK)         | 13          |
| Österreich (Ö3)           | 33          |

| ChartsJahrescharts (2005) | Platzierung |
| ------------------------- | ----------- |
| Deutschland (GfK)         | 15          |
| Österreich (Ö3)           | 29          |
| Schweiz (IFPI)            | 57          |

### Auszeichnungen für Musikverkäufe
| Land/Region        | Auszeichnungen für Musikverkäufe (Land/Region, Auszeichnung, Verkäufe) | Verkäufe |
| ------------------ | ---------------------------------------------------------------------- | -------- |
| Deutschland (BVMI) | 7× Gold                                                                | 700.000  |
| Österreich (IFPI)  | Platin                                                                 | 30.000   |
| Schweiz (IFPI)     | Gold                                                                   | 20.000   |
| Insgesamt          | 2× Gold · 4× Platin ·                                                  | 750.000  |